# Bolkov (Rudník)
Bolkov (deutsch Polkendorf) ist eine Ortslage und Katastralbezirk der Gemeinde Rudník in Tschechien. Es liegt vier Kilometer südwestlich von Janské Lázně und gehört zum Okres Trutnov.

## Geographie
Bolkov erstreckt sich am südlichen Fuße des Riesengebirges im oberen Tal des Baches Bolkovský potok (Seifenbach).
Nördlich erhebt sich die Černá hora (Schwarzenberg, 1299 m), im Nordosten die Zlatá vyhlídka (Goldene Aussicht, 806 m) und Hladíkova výšina (Ladighöhe, 768 m), südwestlich der Spálov (506 m) und im Nordwesten die Smrčina (Fichtenkoppe, 686 m). Gegen Südosten liegt das Waldgebiet Dlouhý les (Langer Wald).
Nachbarorte sind Na Bolkovské Pasece und Hoffmannova Bouda im Norden, Zlatá Vyhlídka und Hladíkova Výšina im Nordosten, Javorník im Südosten, Janovice und Rudník im Süden, Fořt im Südwesten, Čistá v Krkonoších im Westen sowie Čistecký Bolkov und Černý Důl im Nordwesten.

## Geschichte
Der Ort im Seifenbachtal wurde wahrscheinlich in der zweiten Hälfte des 14. Jahrhunderts als nördliche Fortsetzung der zur Herrschaft Arnau gehörigen Bergsiedlung Hermannseifen angelegt. Als Namensgeber wird Herzog Bolko III. von Oppeln angesehen, der zwischen 1377 und 1388 Pfandherr der Herrschaft war. Die erste schriftliche Erwähnung von Punkundorf erfolgte 1515. Im Jahre 1522 wurde der Ort als Pulkendorff, 1553 als Polkendorf, 1592 als Polckendorffund 1698 als Bolckendorff bezeichnet.
Seit den Hussitenkriegen gehörte das Gut zu den Besitzungen der Brüder Johann († 1434) und Hynek Kruschina von Lichtenburg. Im Jahre 1424 wurde die Gegend bei der Belagerung von Arnau durch das Heer Jan Žižkas heimgesucht. 1521 kaufte Zdeněk von Waldstein die Herrschaft Arnau mit allem Zubehör von Johann von Wartenberg. Unter Georg von Waldstein († 1584), der die Herrschaft 1548 übernahm, hielt die Reformation Einzug. 1590 erfolgte eine Teilung der Herrschaft, bei der Hannibal von Waldstein, ein Onkel Albrecht von Waldsteins, nach dem Tode seiner Brüder die Dörfer Arnsdorf, Hermannseifen und Polkendorf erhielt und daraus das Allodialgut Hermannseifen bildete. Als Herrschaftssitz ließ er zu Beginn des 17. Jahrhunderts in Hermannseifen ein Schloss errichten. 1622 verstarb Hannibal von Waldstein auf Hermannseifen, Arnau und Welichow 46-jährig als Hauptmann des Königgrätzer Kreises. Die Herren von Waldstein förderten den Bergbau und das Hüttenwesen, seit dem 16. Jahrhundert hielt auch die Landwirtschaft Einzug, die jedoch wegen der unwirtlichen Gegebenheiten am Fuße des Schwarzenberges wenig ertragreich war. Zum Ende des Dreißigjährigen Krieges wurde die Herrschaft 1640 rekatholisiert; dies änderte nichts daran, dass die Bevölkerung protestantisch blieb. Das Gut Hermannseifen blieb bis 1706 im Besitz des Geschlechts von Waldstein, danach erwarben es die Fürsten zu Schwarzenberg und vereinten es mit der Herrschaft Wildschütz. Im Laufe des 18. Jahrhunderts hielt die Leineweberei als bedeutsame Erwerbsgrundlage Einzug. Am 26. März 1775 zogen von Hermannseifen aus zahlreiche aufständische Bauern zusammen mit Verbündeten aus Forst, Polkendorf und Mohren zum Schloss Wildschütz und ließen sich ihre Freiheitsforderungen schriftlich bestätigen. Während des Bayerischen Erbfolgekrieges fielen im August 1778 preußische Truppen im Dorf ein. Zwischen dem 26. August und 7. September 1778 bezog der Alte Fritz Stellung auf dem Höhenzug Forst, Schwarzenthal und Ober Langenau. Nach Beendigung der Kampfhandlungen bereiste Kaiser Joseph II. die Schauplätze der Kämpfe im Riesengebirge. Nach dem Erlass des Toleranzediktes von 1781 bildete sich in Hermannseifen und Polkendorf eine protestantische Gemeinde, die am 24. Juli 1786 in Hermannseifen ein evangelisches Bethaus weihte. Johann Fürst von Schwarzenberg tauschte 1789 die Herrschaft Wildschütz mit dem angeschlossenen Gut Hermannseifen bei Kaiser Joseph II. gegen Borovany ein. 1790 kaufte der Arnauer Textilfabrikant Johann Franz Theer die Herrschaft. 1807 gab es in Hermannseifen und Wildschütz einen weiteren Bauernaufstand gegen die Fronleistungen. Im Jahr darauf erwarb Franz Theer Freiherr von Silberstein, ein Sohn des Johann Franz Theer, die Güter. Mit dem Erbvertrag von 1815 wurde das Gut Hermannseifen von der Herrschaft Wildschütz abgetrennt und ging an Josef Karl Theer Freiherr von Silberstein über. Im Jahre 1834 umfasste das Allodialgut Hermannseifen mit den angeschlossenen Lehngütern Mohren und Helfendorf die Dörfer Arnsdorf, Hermannseifen, Helfendorf, Polkendorf, Leopold, Mohren und Johannesgunst mit insgesamt 3692 Einwohnern. Polkendorf hatte 383 Einwohner und bestand aus 60 Häusern, darunter einer Mühle. Bis zur Mitte des 19. Jahrhunderts blieb das Dorf nach Hermannseifen untertänig.
Nach der Aufhebung der Patrimonialherrschaften löste sich Polkendorf von Hermannseifen los und bildete ab 1850 eine eigenständige Gemeinde im Gerichtsbezirk Arnau bzw. im Bezirk Hohenelbe. Im Jahre 1879 verkaufte Adolf von Silberstein das Gut Hermannseifen an Friedrich Wihard aus Liebau in Schlesien. Dieser veräußerte es 1880 an Textilfabrikanten Johann Adam Kluge (Garnkluge). Nach der Gründung der Tschechoslowakei wurde die Gemeinde 1922 dem neuen Gerichtsbezirk Arnau zugeordnet. Seit 1921 ist der tschechische Ortsname Bolkov gebräuchlich. Im Jahre 1930 lebten in dem Ort 267 Personen, 1939 waren es 240. Infolge des Münchner Abkommens wurde Polkendorf mit seinen Ortsteilen Fichtenbach, Goldenaussicht und Schöpsbauden 1938 dem Deutschen Reich angeschlossen und gehörte bis 1945 zum Landkreis Hohenelbe. Nach dem Zweiten Weltkrieg kam der Ort zur Tschechoslowakei zurück. Infolge der Vertreibung deutscher Bewohner ging die Einwohnerzahl stark zurück. Im Jahre 1946 erfolgte die Eingemeindung nach Heřmanovy Sejfy. Nach der Aufhebung des Okres Vrchlabí wurde Bolkov mit Beginn des Jahres 1961 dem Okres Trutnov zugeordnet. 1980 verlor der Ort seinen Status als Ortsteil.

## Ortsgliederung
Zum Katastralbezirk Bolkov gehören auch die Ansiedlungen Na Bolkovské Pasece (Fichtenbach), Čistecký Bolkov (Schöpsbauden) und Zlatá Vyhlídka (Goldene Aussicht).

## Sehenswürdigkeiten
- Ruine der evangelischen Kirche an der Flurgrenze zu Rudník, der 1785–1786 errichtete Bau wurde nach 1945 dem Verfall preisgegeben
- Hölzerner Glockenturm, das 1932 errichtete Bauwerk wurde nach dem Zweiten Weltkrieg abgetragen und 2010 an alter Stelle wiedererrichtet.[5]